# Носов, Александр Петрович
Александр Петрович Носов (6 февраля 1949 — 25 августа 2017) — передовик советского судостроения, токарь завода «Водтрансприбор» научно-производственного объединения «Океанприбор» Министерства судостроительной промышленности СССР, город Ленинград, полный кавалер ордена Трудовой Славы (1991).

## Биография
Родился 6 февраля 1949 года в селе Крутец, ныне Рамешковского района Тверской области в русской крестьянской семье. Завершив обучение в восьмом классе общеобразовательной школе, поехал на обучение в Ленинград. Поступил в профтехучилище №21, где стал получать специальность токаря. По завершении обучения был направлен работать на завод «Водтрансприбор». С 1968 по 1970 годы проходил срочную службу в рядах Советской Армии. Находился в составе групп советских войск на территории Германии.
После службы в армии вернулся в Ленинград и продолжил свою трудовую деятельность на заводе «Водтрансприбор». В 1973 году предприятие вошло в состав научно-производственного объединения «Океанприбор» Минсудпрома СССР. Бригада, в которой он трудился, постоянно выполняла производственный план на 170-180%. Пятилетний план исполнялся за четыре года. В дальнейшем Носов был назначен мастером, а затем и старшим мастером.
Указом Президиума Верховного Совета СССР от 25 апреля 1975 года был награждён орденом Трудовой Славы III степени.
Указом Президиума Верховного Совета СССР от 2 февраля 1984 года был награждён орденом Трудовой Славы II степени.
Указом Президента СССР от 22 апреля 1991 года был награждён орденом Трудовой Славы I степени. Стал полным кавалером Ордена Трудовой Славы.
Продолжал работать на заводе до 1994 года, когда по причине краха производства был вынужден уволиться. Продолжал работать в различных коммерческих предприятиях. В 2006 году, после восстановления производства на заводе ОАО "Водтрансприбор", вернулся работать токарем 6-го разряда.
Проживал в Санкт-Петербурге. Умер 25 августа 2017 года.

## Награды и звания
- Орден Трудовой Славы - I степени (22.04.1991);
- Орден Трудовой Славы - II степени (02.02.1984);
- Орден Трудовой Славы - III степени (25.04.1975);
- другие медали